# Bulbostylis
Bulbostylis es un género de plantas fanerógamas de la familia  Cyperaceae. Las especies se distribuyen por las sabanas secas, húmedas y tropicales de todo el mundo. Tienen tallos sólidos, redondos y largos, con delgadas hojas basales. Las flores aparecen en racimos.  Comprende 307 especies descritas y de estas, solo 205 aceptadas.

## Descripción
Son plantas anuales o perennes, solitarias o cespitosas, densamente arrosetadas, las raíces filiforme-fibrosas; plantas hermafroditas. Hojas con láminas alambrinas, generalmente escábridas o hírtulas; vaina cerrada, ápice piloso-ciliado. Escapos filiformes, más largos que las hojas; espiguillas amontonadas en capítulos terminales o cimas paniculiformes difusas de espiguillas o glomérulos de espiguillas, o solitarias y terminales, espiguilla con escamas imbricadas en espiral, todas fértiles excepto las 1 o 2 inferiores; cerdas del perianto ausentes; anteras 1–3, 2- o 4-loculares; carpelos 3, estigmas lineares y subiguales. Fruto mayormente triquetro, ápice con la base abultada y persistente del estilo.

## Taxonomía
El género fue descrito por  Carl Sigismund Kunth y publicado en Enumeratio Plantarum Omnium Hucusque Cognitarum 2: 205. 1837. La especie tipo es: Bulbostylis capillaris

## Especies seleccionadas
- Bulbostylis barbata
- Bulbostylis capillaris
- Bulbostylis ciliatifolia
- Bulbostylis curassavica
- Bulbostylis funckii
- Bulbostylis junciformis
- Bulbostylis juncoides
- Bulbostylis pauciflora
- Bulbostylis schaffneri
- Bulbostylis stenophylla
- Bulbostylis vestita
- Bulbostylis warei